# Der weiße Wolf (Märchen)

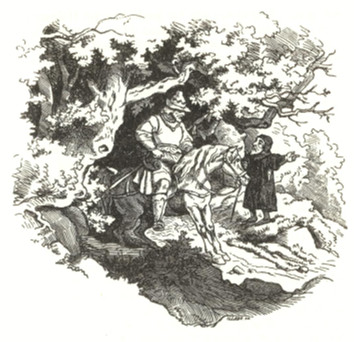
Holzschnitt von Ludwig Richter zu Deutsches Märchenbuch

Der weiße Wolf ist ein Märchen (AaTh 425). Es steht in Ludwig Bechsteins Deutsches Märchenbuch ab 1853 an Stelle 67 und stammt aus Karl Müllenhoffs Sagen, Märchen und Lieder der Herzogthümer Schleswig, Holstein und Lauenburg (1845, Buch 4, Nr. 3). Der weisse Wolf gelangte auch in Ulrich Jahns Volksmärchen aus Pommern und Rügen von 1891 (Nr. 60).

## Inhalt (Bechstein)

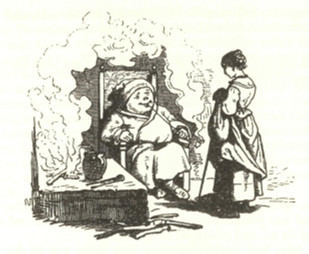
Holzschnitt von Ludwig Richter zu Deutsches Märchenbuch

Ein König verirrt sich im Wald, ein schwarzes Männlein hilft ihm heraus. Dafür muss er ihm geben, was ihm daheim zuerst entgegenkommt. Der König meint, das werde sicher sein Hund sein, doch es ist seine Tochter. Nach acht Tagen kommt ein weißer Wolf und trägt sie fort, aber als sie unterwegs trotz Verbot dreimal fragt, ob es noch weit sei zum Glasberg, wirft er sie ab und rennt davon. Auf ihrer einsamen Suche kommt sie zur alten Waldmutter, zum Wind, zur Sonne und zum Mond, die haben den weißen Wolf nicht gesehen, aber essen mit ihr Hühnersuppe und geben ihr die Knöchelchen mit, eins davon vergisst sie. Der Mond leuchtet ihr zum Glasberg, sie ersteigt ihn an einer Leiter aus den Knöchelchen. Eines fehlt, dafür schneidet sie sich ein Fingerglied ab. Drinnen hält das schwarze Männlein traurig Hochzeit mit einer Dame. Die Prinzessin spielt ihm auf einer Harfe vor, woran es sie erkennt, sich in einen schönen Prinzen verwandelt und alles erlöst ist:
„…
Sie ist dem Wolfe nachgereist,
Schnitt ab ihr Fingerglied,
Die jüngste Königstochter.
Nun ist sie da – du kennst sie nicht,
Traurig singt dir dies Lied
Die jüngste Königstochter.“

## Inhalt (Jahn)
Ein fremder Herr freit die schöne Königstochter. In der Kutsche verwandelt er sich in einen weißen Wolf, den sie lausen und die Laus auf den Weg legen muss. Seine Frau fährt in ihrer Kutsche darüber, da verschwindet er. Die Königstochter irrt durch den Wald und fragt einen Kesselflicker und einen Besenbinder nach dem Mann. Ein abgedankter Soldat weist ihr ein Häuschen. Dort nimmt eine alte Frau sie auf und versteckt sie nacheinander vor ihren drei Söhnen, Sonne, Mond und Sterne, bis sie zusagen, sie nicht zu fressen. Zuvor erhält sie je ein Huhn zu essen und die Knochen aufzuheben. Mond weist ihr den Weg durch ein großes Wasser, wo sie für jeden Schritt einen Knochen vor sich legen muss, um es zu durchqueren. Am Ende fehlt ein Knochen, sie schneidet sich den kleinen Finger ab. Sie besticht die Frau des weißen Wolfes mit dem Sonnen-, dem Sternen-, zuletzt dem Mondenkleid um eine Nacht bei ihm und singt ihm vor. Endlich verwirft er den Schlaftrunk und hört sie. Sie kriegt Geld, kehrt heim und heiratet den abgedankten Soldaten.
Das Lied lautet dreimal:
„Herr Prinzipal!
Auf deinen Saal
Hab’ ich geritten,
Mein’n kleinen Finger
Mir abgeschnitten!
Herr Prinzipal!“

## Herkunft
Das Märchen steht bei Bechstein ab 1853 ohne Anmerkung. Es stammt aus Karl Müllenhoffs Sagen, Märchen und Lieder der Herzogthümer Schleswig, Holstein und Lauenburg (1845, Buch 4, Nr. 3). Bei Bechstein wird das schwarze Männchen erst nach dem Lied zum Prinzen entzaubert. Zahlreiche Interjektionen, vermehrt direkte Rede, Redensarten und Sprichwörter betonen Volkstümlichkeit. Auffallend ist Bechsteins rhythmische Rundung der Sätze, verstärkte Verwendung von Diminutiven und Verse, wo die Vorlage nur berichtet. Empfindsame Töne derselben (Tränen, Weinen, Not, Gram des Königs) entfallen hingegen. Vgl. Bechsteins Das Nußzweiglein, zum Anfang Grimms Hurleburlebutz, zum Glasberg Die sieben Raben, zu „deinen besten Hund, den mag ich nicht“ Der Froschkönig oder der eiserne Heinrich, zur Reitszene Bürgers Lenore.
Bei Jahn steht das Märchen gegen Ende der Sammlung. Er gibt an: „Aus Meesow, Kreis Regenwalde. Nach der Erzählung von Dienstmägden mitgeteilt durch Professor E. Kuhn.“ Es scheint eine freie Nacherzählung von Bechsteins Text. Die Verwandlung in den weißen Wolf passiert im Wald in einem großen „Bruch“ (Moor). Soldaten kommen in Jahns Märchen oft vor. Zu „Mutter, hier ist Menschenfleisch!“ vgl. Grimms Die sieben Raben und andere, zu „Woher kommst du?“ … „und wohin willst du?“ Die zwölf Brüder, Der Eisenofen. „Prinzipal“ ist die Anrede für einen Dienst- oder Hausherrn. Fast unmärchenhaft freilich, dass er schon verheiratet ist, die Heldin nur Geld kriegt.